# 1982 en littérature
| Années de la littérature : 1979 - 1980 - 1981 - 1982 - 1983 - 1984 - 1985    |
| Décennies de la littérature : 1950 - 1960 - 1970 - 1980 - 1990 - 2000 - 2010 |

Cet article présente les faits marquants de l'année 1982 en littérature.

## Événements
- Création des Éditions Liana Levi à Paris.
- Création des Éditions Allia à Paris.

## Parutions

### Biographies
1. Laure Moulin, Jean Moulin, éd. Presses de la cité.

### Essais

#### Politique
- Carol Gilligan : Une voix différente
- René Rémond, Les Droites en France, Paris, Aubier Montaigne, coll. « Collection historique », 1982, 4e éd. (1re éd. 1954, sous le titre La Droite en France de 1815 à nos jours : continuité et diversité d'une tradition politique), 544 p. (ISBN 2-7007-0260-3, présentation en ligne), [présentation en ligne], [présentation en ligne], [présentation en ligne].

#### Philosophie
- Emmanuel Levinas, Éthique et Infini, éd. Fayard, coll. L'Espace intérieur.

#### Histoire
- Pierre Chaunu, La France, éd. Robert Laffont.

### Livres d'art
- Jean Fabris, Claude Wiart, Alain Buquet, Jean-Pierre Thiollet, Jacques Birr, Catherine Banlin-Lacroix et Joseph Foret : Utrillo, sa vie, son œuvre, éd. Frédéric Birr.

### Poésie
- Matilde Camus, poète espagnole : Testimonio ("Témoignage") et La preocupación de Miguel Ángel ("Le souci de Miguel Angel").

### Publications
1. Patrice Caumon (avec Michel Guiré-Vaka), Grève de printemps.

### Romans

#### Auteurs francophones
1. Patrick Grainville, Les Forteresses noires, éd. du Seuil.
2. Anne Hébert, Les Fous de Bassan, éd. du Seuil.
3. Claude Roy (avec Willi Glasauer), Le chat qui parlait malgré lui.
4. Leïla Sebbar, Shérazade, 17 ans, brune, frisée, les yeux verts, éd. Stock.
5. Michel Tremblay, La Duchesse et le Roturier, Éd. Leméac.
6. Henri Vincenot, Les Étoiles de Compostelle, éd. Denoël, coll. Folio.

#### Auteurs traduits
1. Arthur C. Clarke: 2010 : Odyssée deux
2. Roald Dahl: La Potion magique de Georges Bouillon (titre original: George's Marvelous Medecine), Éditions Gallimard.
3. Umberto Eco: Le Nom de la rose, parution en France en avril.
4. Steve Jackson et Ian Livingstone: Le Sorcier de la Montagne de feu
5. Elsa Morante: Aracoeli
6. Haruki Murakami: La Course au mouton sauvage
7. Christine Nöstlinger (avec Alain Royer et Michel Guiré-Vaka): Le Môme en conserve, Hachette Jeunesse.
8. Howard Pyle (avec Hélène Seyrès et Michel Guiré-Vaka): La demoiselle Cygne, Groupe Flammarion.
9. H. G. Wells (avec Willi Glasauer): La Machine à explorer le temps, Éditions Gallimard.

## Prix littéraires
- Prix Femina : Les Fous de Bassan d'Anne Hébert (Le Seuil).

## Naissances
- 15 janvier : Cédric Gras, écrivain français.
- 27 août : Lolita Pille, écrivaine française.
- 16 octobre : Coutechève Lavoie Aupont, dit Lavoie, poète haïtien.

## Décès
- 2 mars : Philip K. Dick, auteur de science-fiction (° 16 décembre 1928).
- 3 mars : Georges Perec, écrivain français (° 7 mars 1936).
- 6 mars : Ayn Rand, philosophe et romancière américaine (° 2 février 1905).
- 5 mai : Irmgard Keun, romancière allemande (° 6 février 1905).
- 20 mai : Elisa Hall de Asturias, écrivaine guatémaltèque († 26 février 1900).
- 6 juin : Kenneth Rexroth, poète américain (° 22 décembre 1905).
- 18 juin : Djuna Barnes, romancière et dramaturge américaine (° 12 juin 1892).
- 24 décembre : Louis Aragon, écrivain et poète français (° 3 octobre 1897).